# Treron bicinctus
Il piccione verde pettoarancio (Treron bicinctus Jerdon, 1840) è un uccello della famiglia dei Columbidi diffuso in tutta la regione orientale.

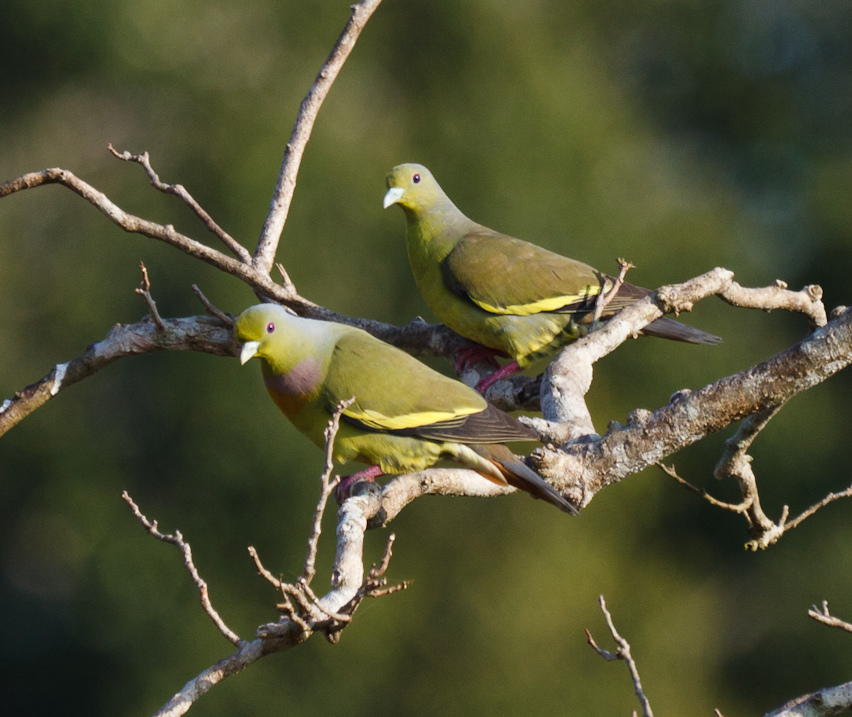

## Tassonomia
Comprende le seguenti sottospecie:
- T. b. leggei Hartert, 1910 - Sri Lanka;
- T. b. bicinctus (Jerdon, 1840) - India e Asia sud-orientale;
- T. b. domvilii (Swinhoe, 1870) - isola di Hainan (al largo delle coste sud-orientali della Cina);
- T. b. javanus Robinson e Kloss, 1923 - Giava, Bali.